# Liste der Kulturdenkmale in Radebeul-Naundorf

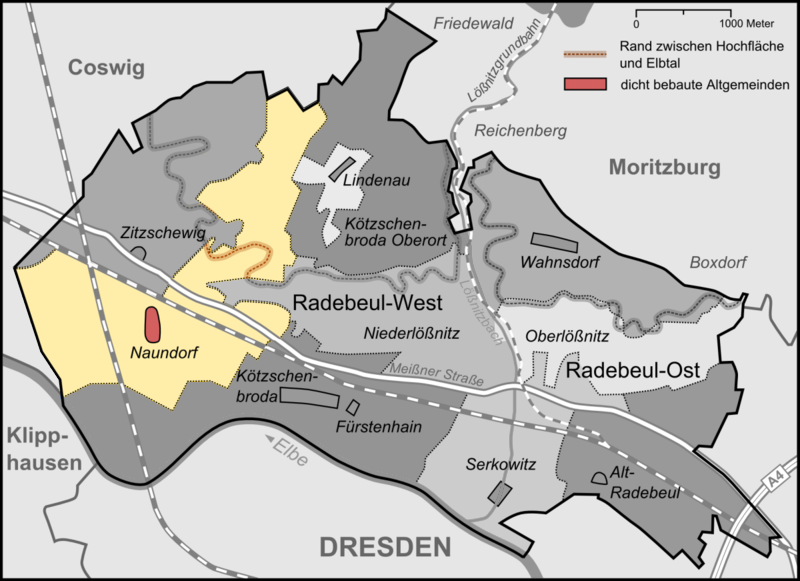
Übersicht über die Lage der Radebeuler Stadtteile, Naundorf farblich markiert

Die Liste der Kulturdenkmale in Radebeul-Naundorf gibt eine Übersicht über die Kulturdenkmale im Stadtteil Naundorf der sächsischen Stadt Radebeul anhand des Stands der Denkmalliste vom 24. Mai 2012.
Ein zweiter Teil führt abgegangene Kulturdenkmale dieses Stadtteils auf.
Einen Überblick über die Radebeuler Kulturdenkmale gibt die Liste der Kulturdenkmale in Radebeul, eine Zusammenfassung aller Adressen mit Kulturdenkmalen gibt die Liste der Kulturdenkmaladressen in Radebeul. Die Zuordnung der Straßen zum Stadtteil findet sich in der Liste der Straßen und Plätze in Radebeul-Naundorf.
Das ehemalige Weingut Johannisberg des sächsischen Automobilbauers Emil Nacke ist der Namensgeber der Weinlage Radebeuler Johannisberg. Es gehört zum heutigen Denkmalschutzgebiet Historische Weinberglandschaft Radebeul. Zu DDR-Zeiten stand der Dorfkern von Naundorf insgesamt als Denkmalbereich bzw. Straßenzug in der Kreisdenkmalliste.
Grundlage der Auflistung sind die angegebenen Quellen. Diese Angaben ersetzen nicht die rechtsverbindliche Auskunft der zuständigen Denkmalschutzbehörde.

## Legende
Die in der Tabelle verwendeten Spalten listen die im Folgenden erläuterten Informationen auf:
- Name, Bezeichnung: Bezeichnung des einzelnen Objekts.
- Adresse, Lage: Heutige Straßenadresse, Lagekoordinaten.
- Kennung: Die von der Denkmalpflege verwendete Kennung für Nebenobjekte (z. B. Adressen ohne und mit „a“, Adresse mit 9000er Angabe, dazu Ergänzungen mit „-I“). Über die Kennung werden mehrere Einzeldenkmale unter einer postalischen Adresse unterschieden.
- Datum: Besondere Baujahre, so weit bekannt oder ableitbar, teilweise auch Datum der Ersterwähnung der Liegenschaft.
- Baumeister, Architekten: Baumeister, Architekten und weitere Kunstschaffende.
- Denkmalumfang, Bemerkung: Nähere Erläuterung über den Denkmalstatus, Umfang der Liegenschaft und ihre Besonderheiten.[1]
- Bild: Foto des Hauptobjekts.

## Liste der Kulturdenkmale
| Name, Bezeichnung                                     | Adresse, Koordinaten                                | Kennung                  | Datum                               | Baumeister, Architekten                                           | Denkmalumfang, Bemerkung | Bild |
| ----------------------------------------------------- | --------------------------------------------------- | ------------------------ | ----------------------------------- | ----------------------------------------------------------------- | --- | --- |
| Kriegerdenkmal                                        | Altnaundorf (Lage)                                  | Altnaundorf 9000         | 1922                                |                                                                   | Ehrenmal für Gefallene des Ersten Weltkrieges | Kriegerdenkmal am Anger von Altnaundorf                                                                      |
| Wohnstallhaus Altnaundorf 2                           | Altnaundorf 2 (Lage)                                |                          | um 1822                             |                                                                   | Wohnstallhaus eines ehemaligen Zweiseithofs | Wohnstallhaus Altnaundorf 2                                                                                  |
| Wohnstallhaus Altnaundorf 4                           | Altnaundorf 4 (Lage)                                |                          | 1822                                |                                                                   | Wohnstallhaus eines ehemaligen Zweiseithofs | Wohnstallhaus Altnaundorf 4                                                                                  |
| Vierseithof Altnaundorf 5                             | Altnaundorf 5 (Lage)                                |                          | um 1822, 1866, 1935/36              | Moritz Große (Stall), Max Czopka (Umbau)                          | Wohnstallhaus, Auszugshaus, Stall bzw. Remisengebäude, Scheune und Torpfeiler eines Vierseithofs | Vierseithof Altnaundorf 5                                                                                    |
| Vierseithof Altnaundorf 5                             | Altnaundorf 5 (Lage)                                | Altnaundorf 9005-I       | 1890                                | Moritz Große (Stall), Max Czopka (Umbau)                          | Scheune eines Vierseithofs | Vierseithof Altnaundorf 5                                                                                    |
| Vierseithof Altnaundorf 5                             | Altnaundorf 5 (Lage)                                | Altnaundorf 9005-II      | um 1822                             | Moritz Große (Stall), Max Czopka (Umbau)                          | Seitengebäude eines Vierseithofs | Vierseithof Altnaundorf 5                                                                                    |
| Vierseithof Altnaundorf 5                             | Altnaundorf 5 (Lage)                                | Altnaundorf 9005-III     | 1886                                | Moritz Große (Stall), Max Czopka (Umbau)                          | Stall bzw. Remisengebäude eines Vierseithofs | Vierseithof Altnaundorf 5                                                                                    |
| Zweiseithof Altnaundorf 6                             | Altnaundorf 6 (Lage)                                |                          | um 1822, 1890 (Scheune)             | Moritz Große (Wiederaufbau Scheune)                               | Wohnstallhaus und Scheune eines Zweiseithofs | Mitte |
| Zweiseithof Altnaundorf 6                             | Altnaundorf 6 (Lage)                                | Altnaundorf 9006         | um 1822, 1890 (Scheune)             | Moritz Große (Wiederaufbau Scheune)                               | Scheune eines Zweiseithofs | Scheune Altnaundorf 6                                                                                        |
| Dreiseithof Altnaundorf 7                             | Altnaundorf 7 (Lage)                                |                          | um 1822, um 1890 (Scheune)          |                                                                   | Auszugshaus eines Dreiseithofs | Dreiseithof Altnaundorf 7/7a                                                                                 |
| Dreiseithof Altnaundorf 7a                            | Altnaundorf 7a (Lage)                               |                          | um 1822, um 1890 (Scheune)          |                                                                   | Wohnstallhaus und Auszugshaus eines Dreiseithofs | Dreiseithof Altnaundorf 7/7a                                                                                 |
| Zweiseithof Altnaundorf 8                             | Altnaundorf 8 (Lage)                                |                          | um 1822, 1890 (Scheune)             | Moritz Große (Wiederaufbau Scheune)                               | Wohnstallhaus, Scheune und Torpfeiler eines Zweiseithofs | rechts und hinten                                                                                            |
| Zweiseithof Altnaundorf 8                             | Altnaundorf 8 (Lage)                                | Altnaundorf 9008         | um 1822, 1890 (Scheune)             | Moritz Große (Wiederaufbau Scheune)                               | Scheune eines Zweiseithofs | rechts und hinten                                                                                            |
| Zweiseithof Altnaundorf 9                             | Altnaundorf 9 (Lage)                                |                          | um 1822, um 1890 (Scheune)          |                                                                   | Wohnstallhaus, Scheune und Toranlage eines ehem. Zweiseithofs | links und Mitte                                                                                              |
| Zweiseithof Altnaundorf 9                             | Altnaundorf 9 (Lage)                                | Altnaundorf 9009         | um 1822, um 1890 (Scheune)          |                                                                   | Scheune eines Zweiseithofs | links und Mitte                                                                                              |
| Dreiseithof Altnaundorf 10                            | Altnaundorf 10 (Lage)                               |                          | 1822                                |                                                                   | Wohnstallhaus und Auszugshaus eines ehemaligen Dreiseithofs | Dreiseithof Altnaundorf 10                                                                                   |
| Dreiseithof Altnaundorf 10                            | Altnaundorf 10 (Lage)                               | Altnaundorf 9010         | 1822                                |                                                                   | Wohnstallhaus und Auszugshaus eines ehemaligen Dreiseithofs | Dreiseithof Altnaundorf 10                                                                                   |
| Dreiseithof Altnaundorf 11, 11a, Schmiede Altnaundorf | Altnaundorf 11, 11a (Lage)                          |                          | 1823, 1891, 1901 (Scheune)          | Moritz Große (Wiederaufbau Scheune)                               | Wohnstallhaus, Auszugshaus, Scheune und Torpfeiler eines Dreiseithofs, ehemals Schmiede (ab 1891) | Mitte und rechts                                                                                             |
| Dreiseithof Altnaundorf 11, 11a, Schmiede Altnaundorf | Altnaundorf 11 (Lage)                               | Altnaundorf 9011-I       | 1901                                | Moritz Große (Wiederaufbau Scheune)                               | Scheune eines Dreiseithofs | Scheune Altnaundorf 11                                                                                       |
| Dreiseithof Altnaundorf 11, 11a, Schmiede Altnaundorf | Altnaundorf 11a (Lage)                              |                          | 1891                                | Moritz Große (Wiederaufbau Scheune)                               | Seitengebäude eines Dreiseithofs, ehemals Schmiede (ab 1891) | Mitte und rechts                                                                                             |
| Auszugshaus Altnaundorf 12                            | Altnaundorf 12 (Lage)                               | Altnaundorf 9012         | 1822                                |                                                                   | Auszugshaus und Torpfeiler eines ehem. Bauernhofs | Mitte |
| Wohnstallhaus Altnaundorf 13                          | Altnaundorf 13 (Lage)                               |                          | 1822, 1999                          |                                                                   | Wohnstallhaus und Keller unter der ehemaligen Scheune | Wohnstallhaus Altnaundorf 13                                                                                 |
| Zweiseithof Altnaundorf 14                            | Altnaundorf 14 (Lage)                               |                          | um 1822                             |                                                                   | Wohnstallhaus und Scheune eines ehem. Zweiseithofs | Zweiseithof Altnaundorf 14                                                                                   |
| Zweiseithof Altnaundorf 14                            | Altnaundorf 14 (Lage)                               | Altnaundorf 9014         | um 1890                             |                                                                   | Scheune eines ehem. Zweiseithofs | Scheune Altnaundorf 14                                                                                       |
| Bauernhof Altnaundorf 19                              | Altnaundorf 19 (Lage)                               |                          | 1801, 1904                          | F. A. Bernhard Große (Neubau Scheune)                             | Wohnstallhaus, Auszugshaus, Scheune und Torpfeiler eines Bauernhofs. Die Gehöfte Altnaundorf 19–23 überstanden den großen Dorfbrand von 1822 | Bauernhof Altnaundorf 19                                                                                     |
| Bauernhof Altnaundorf 19                              | Altnaundorf 19 (Lage)                               | Altnaundorf 9019-I       | 1801, 1904                          | F. A. Bernhard Große (Neubau Scheune)                             | Auszugshaus eines Bauernhofs. Die Gehöfte Altnaundorf 19–23 überstanden den großen Dorfbrand von 1822 | Nebengebäude Altnaundorf 19                                                                                  |
| Bauernhof Altnaundorf 19                              | Altnaundorf 19 (Lage)                               | Altnaundorf 9019-II      | 1801, 1904                          | F. A. Bernhard Große (Neubau Scheune)                             | Scheune eines Bauernhofs. Die Gehöfte Altnaundorf 19–23 überstanden den großen Dorfbrand von 1822 | Scheune Altnaundorf 19                                                                                       |
| Dreiseithof Altnaundorf 21                            | Altnaundorf 21 (Lage)                               | Altnaundorf 9021         | um 1822                             |                                                                   | Schankbude eines Dreiseithofs und Torpfeiler eines Dreiseithofs. Die Gehöfte Altnaundorf 19–23 überstanden den großen Dorfbrand von 1822 | Dreiseithof Altnaundorf 21                                                                                   |
| Zweiseithof Altnaundorf 22                            | Altnaundorf 22 (Lage)                               |                          | 1843, 1877 (Scheune)                | Moritz Große (Scheune)                                            | Wohnstallhaus, Scheune und Torpfeiler eines Zweiseithofs. Die Gehöfte Altnaundorf 19–23 überstanden den großen Dorfbrand von 1822 | Zweiseithof Altnaundorf 22                                                                                   |
| Zweiseithof Altnaundorf 22                            | Altnaundorf 22 (Lage)                               | Altnaundorf 9022         | 1877                                | Moritz Große (Scheune)                                            | Scheune eines Zweiseithofs. Die Gehöfte Altnaundorf 19–23 überstanden den großen Dorfbrand von 1822 | Scheune Altnaundorf 22                                                                                       |
| Zweiseithof Altnaundorf 23                            | Altnaundorf 23 (Lage)                               |                          | 1869, 1877 (Scheune)                | Moritz Große (Scheune)                                            | Wohnstallhaus, Scheune und Torpfeiler eines Zweiseithofs. Die Gehöfte Altnaundorf 19–23 überstanden den großen Dorfbrand von 1822 | rechts im Anschnitt                                                                                          |
| Zweiseithof Altnaundorf 23                            | Altnaundorf 23 (Lage)                               | Altnaundorf 9023         | 1877                                | Moritz Große                                                      | Scheune eines Zweiseithofs. Die Gehöfte Altnaundorf 19–23 überstanden den großen Dorfbrand von 1822 | Scheune Altnaundorf 23                                                                                       |
| Dreiseithof Altnaundorf 24                            | Altnaundorf 24 (Lage)                               |                          | 1822, 1877 (Scheune), 1938          |                                                                   | Wohnstallhaus und Nebengebäude eines Dreiseithofs | Dreiseithof Altnaundorf 24                                                                                   |
| Dreiseithof Altnaundorf 24                            | Altnaundorf 24 (Lage)                               | Altnaundorf 9024         | 1822, 1877 (Scheune), 1938          |                                                                   | Nebengebäude eines Dreiseithofs | Dreiseithof Altnaundorf 24                                                                                   |
| Dreiseithof Altnaundorf 25, 25a, 25b                  | Altnaundorf 25, 25a, 25b (Lage)                     |                          | 1822, 1850, 1877 (Scheune)          |                                                                   | Wohnstallhaus, Auszugshaus und Scheune eines Dreiseithofs, Wohnstallhaus mit Fachwerk im OG | Dreiseithof Altnaundorf 25/25a/25b                                                                           |
| Dreiseithof Altnaundorf 25, 25a, 25b                  | Altnaundorf 25a (Lage)                              |                          | 1850                                |                                                                   | Auszugshaus eines Dreiseithofs | Dreiseithof Altnaundorf 25/25a/25b                                                                           |
| Dreiseithof Altnaundorf 25, 25a, 25b                  | Altnaundorf 25b (Lage)                              |                          | 1877                                |                                                                   | Scheune eines Dreiseithofs | Dreiseithof Altnaundorf 25/25a/25b                                                                           |
| Zweiseithof Altnaundorf 26                            | Altnaundorf 26 (Lage)                               |                          | 1822, 1877, 1958                    | Moritz Große                                                      | Wohnstallhaus mit eingebauter Wohnung, Scheune und Torpfeiler eines Zweiseithofs | Zweiseithof Altnaundorf 26                                                                                   |
| Zweiseithof Altnaundorf 26                            | Altnaundorf 26 (Lage)                               | Altnaundorf 9026         | 1877, 1958                          | Moritz Große                                                      | Scheune eines Zweiseithofs | Scheune Altnaundorf 26                                                                                       |
| Zweiseithof Altnaundorf 27                            | Altnaundorf 27 (Lage)                               |                          | 1. H. 19. Jh., 1877                 | Moritz Große (Scheune)                                            | Wohnstallhaus, Scheune und Torpfeiler eines Zweiseithofs | Zweiseithof Altnaundorf 27                                                                                   |
| Zweiseithof Altnaundorf 27                            | Altnaundorf 27 (Lage)                               | Altnaundorf 9027         | 1. H. 19. Jh., 1877                 | Moritz Große                                                      | Scheune eines Zweiseithofs | Scheune Altnaundorf 27                                                                                       |
| Zweiseithof Altnaundorf 28                            | Altnaundorf 28 (Lage)                               |                          | um 1822, 1877 (Scheune), 1920       |                                                                   | Wohnstallhaus und Scheune eines Zweiseithofs | Zweiseithof Altnaundorf 28                                                                                   |
| Zweiseithof Altnaundorf 28                            | Altnaundorf 28 (Lage)                               | Altnaundorf 9028         | 1877                                |                                                                   | Scheune eines Zweiseithofs | Zweiseithof Altnaundorf 28                                                                                   |
| Dreiseithof Altnaundorf 29                            | Altnaundorf 29 (Lage)                               |                          | 1597 (Tor), um 1822, 1877 (Scheune) |                                                                   | Wohnstallhaus, Auszugshaus, Scheune und Torbogen eines Dreiseithofs, Torbogen bezeichnet 1597 | Dreiseithof Altnaundorf 29                                                                                   |
| Dreiseithof Altnaundorf 29                            | Altnaundorf 29 (Lage)                               | Altnaundorf 9029-I       | um 1822                             |                                                                   | Auszugshaus eines Dreiseithofs | Dreiseithof Altnaundorf 29                                                                                   |
| Dreiseithof Altnaundorf 29                            | Altnaundorf 29 (Lage)                               | Altnaundorf 9029-II      | 1877                                |                                                                   | Scheune eines Dreiseithofs | Wegen des Tors nicht einsehbar.                                                                              |
| Dreiseithof Altnaundorf 30                            | Altnaundorf 30 (Lage)                               |                          | 1822, 1850, 1877 (Scheune)          |                                                                   | Wohnstallhaus, Auszugshaus, Scheune und Torpfeiler eines Dreiseithofs | Dreiseithof Altnaundorf 30                                                                                   |
| Dreiseithof Altnaundorf 30                            | Altnaundorf 30 (Lage)                               | Altnaundorf 9030-I       | 1850                                |                                                                   | Auszugshaus eines Dreiseithofs | Dreiseithof Altnaundorf 30                                                                                   |
| Dreiseithof Altnaundorf 30                            | Altnaundorf 30 (Lage)                               | Altnaundorf 9030-II      | 1877                                |                                                                   | Scheune eines Dreiseithofs | Scheune Altnaundorf 30                                                                                       |
| Dreiseithof Altnaundorf 31                            | Altnaundorf 31 (Lage)                               |                          | um 1822                             |                                                                   | Wohnstallhaus, Auszugshaus, Scheune und überdachte Torpfeiler eines Dreiseithofs | Dreiseithof Altnaundorf 31                                                                                   |
| Dreiseithof Altnaundorf 31                            | Altnaundorf 31 (Lage)                               | Altnaundorf 9031-I       | um 1822                             |                                                                   | Auszugshaus eines Dreiseithofs | Dreiseithof Altnaundorf 31                                                                                   |
| Dreiseithof Altnaundorf 31                            | Altnaundorf 31 (Lage)                               | Altnaundorf 9031-II      | um 1822                             |                                                                   | Scheune eines Dreiseithofs | Scheune Altnaundorf 31                                                                                       |
| Dreiseithof Altnaundorf 32                            | Altnaundorf 32 (Lage)                               |                          | um 1800, nach 1822, 1877 (Scheune)  |                                                                   | Wohnstallhaus, Auszugshaus, Scheune und Torbogen eines Dreiseithofs | Dreiseithof Altnaundorf 32                                                                                   |
| Dreiseithof Altnaundorf 32                            | Altnaundorf 32 (Lage)                               | Altnaundorf 9032-I       | nach 1822                           |                                                                   | Auszugshaus eines Dreiseithofs | Dreiseithof Altnaundorf 32                                                                                   |
| Dreiseithof Altnaundorf 32                            | Altnaundorf 32 (Lage)                               | Altnaundorf 9032-II      | nach 1822                           |                                                                   | Scheune eines Dreiseithofs | Wegen des Tors nicht einsehbar.                                                                              |
| Dreiseithof Altnaundorf 33                            | Altnaundorf 33 (Lage)                               |                          | um 1850, 1902/03                    |                                                                   | Wohnhaus und Scheune eines Dreiseithofs | Dreiseithof Altnaundorf 33                                                                                   |
| Dreiseithof Altnaundorf 33                            | Altnaundorf 33 (Lage)                               | Altnaundorf 9033         | um 1850, 1902/03                    |                                                                   | Scheune eines Dreiseithofs | Dreiseithof Altnaundorf 33                                                                                   |
| Dreiseithof Altnaundorf 34                            | Altnaundorf 34 (Lage)                               |                          | um 1822                             |                                                                   | Wohnstallhaus, Auszugshaus und Scheune (unter Bertheltstraße 7) eines Dreiseithofs | Dreiseithof Altnaundorf 34                                                                                   |
| Dreiseithof Altnaundorf 34                            | Altnaundorf 34 (Lage)                               | Altnaundorf 9034         | um 1822                             |                                                                   | Auszugshaus eines Dreiseithofs | Dreiseithof Altnaundorf 34                                                                                   |
| Dreiseithof Altnaundorf 35                            | Altnaundorf 35 (Lage)                               |                          | um 1850, 1902/03                    | Gebrüder Große (Wiederaufbau Haus, Scheune)                       | Wohnhaus, Scheune und Torpfeiler eines Bauernhofs | Dreiseithof Altnaundorf 35                                                                                   |
| Dreiseithof Altnaundorf 35                            | Altnaundorf 35 (Lage)                               | Altnaundorf 9035         | um 1850, 1902/03                    | Gebrüder Große (Wiederaufbau Haus, Scheune)                       | Scheune eines Bauernhofs | Scheune Altnaundorf 35                                                                                       |
| Dreiseithof Altnaundorf 37                            | Altnaundorf 37 (Lage)                               |                          | nach 1822, 1850, 1919/20            |                                                                   | Wohnstallhaus, Auszugshaus und Scheune eines Dreiseithofs | Dreiseithof Altnaundorf 37                                                                                   |
| Dreiseithof Altnaundorf 37                            | Altnaundorf 37 (Lage)                               | Altnaundorf 9037-I       | nach 1822, 1850, 1919/20            |                                                                   | Auszugshaus eines Dreiseithofs | Dreiseithof Altnaundorf 37                                                                                   |
| Dreiseithof Altnaundorf 37                            | Altnaundorf 37 (Lage)                               | Altnaundorf 9037-II      | nach 1822, 1850, 1919/20            |                                                                   | Scheune eines Dreiseithofs | Scheune Altnaundorf 37                                                                                       |
| Alte Schule und Gemeindehaus                          | Altnaundorf 40 (Lage)                               |                          | 1783, 1879, 1922                    |                                                                   | Alte Schule, später Armen- und Arresthaus. Heute Wohnhaus. Überstand 1822 den Großbrand, der fast das gesamte sonstige Dorf vernichtete. | Alte Schule und Gemeindehaus Naundorf                                                                        |
| Mietvilla Am Jacobstein 9                             | Am Jacobstein 9 (Lage)                              |                          | 1896/97                             | F. A. Bernhard Große                                              | Mietvilla mit Einfriedung | Mietvilla Am Jacobstein 9                                                                                    |
| Haus Weber                                            | An den Brunnen 34 (Lage)                            |                          | Um 1699                             |                                                                   | Winzerhaus mit Hintergebäude, „charakteristisches Radebeuler Winzerhaus, weitgehend original erhalten, bau- und ortsgeschichtlich bedeutend“ | Haus Weber                                                                                                   |
| Zweiseithof An der Unterführung 5                     | An der Unterführung 5 (Lage)                        |                          | um 1800, 1868                       | Moritz Große (Scheune)                                            | Wohnstallhaus und Scheune eines kleinen Hofs. Radebeuler Bauherrenpreis 2001 | Zweiseithof An der Unterführung 5                                                                            |
| Zweiseithof An der Unterführung 5                     | An der Unterführung 5 (Lage)                        | An der Unterführung 9005 | 1868                                | Moritz Große                                                      | Scheune eines kleinen Hofs | Scheune An der Unterführung 5                                                                                |
| Mietvilla Gustav Paul Tronicke                        | Auf den Scherzen 3 (Lage)                           |                          | 1901                                | Moritz Große                                                      | Mietvilla | Mietvilla Gustav Paul Tronicke                                                                               |
| Scheune Bertheltstraße 7                              | Bertheltstraße 7 (Lage)                             |                          | um 1822, 1903                       | Gebrüder Große (Wiederaufbau Scheune)                             | Ehemalige Scheune eines Dreiseithofs (Resthof unter Altnaundorf 34) | Scheune Bertheltstraße 7                                                                                     |
| Grundschule Naundorf, Volksschule Naundorf            | Bertheltstraße 10/10a (Lage)                        |                          | 1905, 1914/15                       | Gebrüder Kießling (Entwurf), Gebrüder Große (Bau)                 | Dritte Naundorfer Schule, mit Turnhalle | Grundschule Naundorf                                                                                         |
| Grundschule Naundorf, Volksschule Naundorf            | Bertheltstraße 10a (Lage)                           |                          | 1905, 1914/15                       | Gebrüder Kießling                                                 | Turnhalle | Turnhalle der Grundschule Naundorf                                                                           |
| Grundschule Naundorf, Volksschule Naundorf            | Bertheltstraße 10 (Lage)                            | Bertheltstraße 9010-II   | 1905, 1914/15                       | Gebrüder Kießling                                                 | Dritte Naundorfer Schule, mit Turnhalle. Nebenobjekt nicht spezifiziert. | Ehemaliges Klohaus                                                                                           |
| Grundschule Naundorf, Volksschule Naundorf            | Bertheltstraße 10 (Lage)                            | Bertheltstraße 9010-III  | 1905, 1914/15                       | Gebrüder Kießling                                                 | Dritte Naundorfer Schule, mit Turnhalle. Nebenobjekt nicht spezifiziert. | Märchenfenster                                                                                               |
| Grundschule Naundorf, Volksschule Naundorf            | Bertheltstraße 10 (Lage)                            | Bertheltstraße 9010-IV   | 1905, 1914/15                       | Gebrüder Kießling                                                 | Dritte Naundorfer Schule, mit Turnhalle. Nebenobjekt nicht spezifiziert. | Kunstglasfenster                                                                                             |
| Siedlung der Landessiedlungsgesellschaft Sachsen      | Brockwitzer Straße 2/4 (Lage)                       |                          | 1938/39                             | Albert Patitz (Entwurf), Gert Eisold (Bau), Burkhart Ebe (Relief) | Markantes Doppelwohnhaus einer Siedlung, an der Vorderseite zwei figürliche Reliefs, eines mit Datierung und Signet B.E. | Brockwitzer Straße 2/4                                                                                       |
| Zweiseithof Coswiger Straße 1                         | Coswiger Straße 1 (Lage)                            |                          | um 1825                             |                                                                   | Wohnstallhaus, Scheune und Einfriedung eines Zweiseithofs | Zweiseithof Coswiger Straße 1                                                                                |
| Siedlung der Vereinigten Strohstoff-Fabriken Coswig   | Friedrich-List-Straße 8/ Kötitzer Straße 125 (Lage) |                          | 1913/14                             | F. A. Bernhard Große                                              | Doppelwohnhaus (zusammen mit Kötitzer Straße 125) einer Wohnsiedlung | Kötitzer Straße 125/Friedrich-List-Straße 8                                                                  |
| Siedlung der Vereinigten Strohstoff-Fabriken Coswig   | Friedrich-List-Straße 10/12 (Lage)                  |                          | 1913/14                             | F. A. Bernhard Große                                              | Doppelwohnhaus einer Wohnsiedlung | Friedrich-List-Straße 10/12                                                                                  |
| Zweiseithof Horkenweg 1                               | Horkenweg 1 (Lage)                                  |                          | 2. H. 18. Jh. bis 1. H. 19. Jh.     |                                                                   | Wohnhaus und Scheune eines Zweiseithofs | Zweiseithof Horkenweg 1                                                                                      |
| Zweiseithof Horkenweg 1                               | Horkenweg 1 (Lage)                                  | Horkenweg 9001           | 1864                                |                                                                   | Scheune eines Zweiseithofs | Scheune Horkenweg 1                                                                                          |
| Friedhof Naundorf-Zitzschewig, Johannesfriedhof       | Kapellenweg 14 (Lage)                               |                          | 1907/08                             | Woldemar Kandler (Entwurf), Gebrüder Große (Bau)                  | Johannes-Kapelle der Friedenskirchgemeinde für Naundorf und Zitzschewig, dazugehöriger Friedhof mit Einfriedungsmauer | Johanneskapelle, vom nördlichen Steilhang aus fotografiert. Rechts unten im Anschnitt das Paul-Gerhardt-Haus |
| Friedhof Naundorf-Zitzschewig, Johannesfriedhof       | Kapellenweg 14 (Lage)                               | Kapellenweg 9014         | 1907/08                             | Woldemar Kandler (Entwurf), Gebrüder Große (Bau)                  | Friedhof mit Einfriedungsmauer | Johannesfriedhof                                                                                             |
| Friedhof Naundorf-Zitzschewig, Johannesfriedhof       | Kapellenweg 14 (Lage)                               | Kapellenweg 9014         | 1907/08                             | Woldemar Kandler (Entwurf), Gebrüder Große (Bau)                  | Nebengebäude zur Kapelle | Paul-Gerhardt-Haus                                                                                           |
| Mietshaus Kötitzer Straße 39                          | Kötitzer Straße 39 (Lage)                           |                          | um 1905                             |                                                                   | Mietshaus | Mietshaus Kötitzer Straße 39                                                                                 |
| Bauernhaus Kötitzer Straße 70                         | Kötitzer Straße 70 (Lage)                           | Kötitzer Straße 9070     | Anfang 19. Jh.                      |                                                                   | Wohnhaus | Bauernhaus Kötitzer Straße 70                                                                                |
| Haus Ullmann                                          | Kötitzer Straße 113 (Lage)                          |                          | 1916                                | Hermann Glöckner (Sgraffito)                                      | Mietshaus, Gärtnerei und Sgraffito mit Schriftzug (Ullmann) von Hermann Glöckner | Haus Ullmann                                                                                                 |
| Siedlung der Vereinigten Strohstoff-Fabriken Coswig   | Kötitzer Straße 125/ Friedrich-List-Straße 8 (Lage) |                          | 1913/14                             | F. A. Bernhard Große                                              | Doppelwohnhaus (zusammen mit Friedrich List Straße 8) einer Wohnsiedlung | Kötitzer Straße 125/Friedrich-List-Straße 8                                                                  |
| Siedlung der Vereinigten Strohstoff-Fabriken Coswig   | Kötitzer Straße 127/129 (Lage)                      |                          | 1913/14                             | F. A. Bernhard Große                                              | Doppelwohnhaus einer Wohnsiedlung | Kötitzer Straße 127/129                                                                                      |
| Siedlung der Vereinigten Strohstoff-Fabriken Coswig   | Kötitzer Straße 131/133 (Lage)                      |                          | 1913/14                             | F. A. Bernhard Große                                              | Doppelwohnhaus einer Wohnsiedlung | Kötitzer Straße 131/133                                                                                      |
| Siedlung der Landessiedlungsgesellschaft Sachsen      | Kötitzer Straße 137 (Lage)                          |                          | 1938/39                             | Albert Patitz (Entwurf), Gert Eisold (Bau), Burkhart Ebe (Relief) | Wohnhaus einer Wohnsiedlung | Kötitzer Straße 137                                                                                          |
| Siedlung der Landessiedlungsgesellschaft Sachsen      | Kötitzer Straße 139 (Lage)                          |                          | 1938/39                             | Albert Patitz (Entwurf), Gert Eisold (Bau)                        | Wohnhaus einer Wohnsiedlung | Kötitzer Straße 139                                                                                          |
| Siedlung der Landessiedlungsgesellschaft Sachsen      | Kötitzer Straße 141 (Lage)                          |                          | 1938/39                             | Albert Patitz (Entwurf), Gert Eisold (Bau)                        | Wohnhaus einer Wohnsiedlung | Kötitzer Straße 141                                                                                          |
| Siedlung der Landessiedlungsgesellschaft Sachsen      | Kötitzer Straße 143 (Lage)                          |                          | 1938/39                             | Albert Patitz (Entwurf), Gert Eisold (Bau)                        | Wohnhaus einer Wohnsiedlung | Kötitzer Straße 143                                                                                          |
| Landhaus Marie Bödewig                                | Kottenleite 22 (Lage)                               |                          | 1899                                | Moritz Große                                                      | Wohnhaus | Landhaus Marie Bödewig                                                                                       |
| Wohn- und Geschäftshaus Meißner Straße 312            | Meißner Straße 312 (Lage)                           |                          | 1889                                |                                                                   | Mietshaus mit Laden im Erdgeschoss, in Ecklage | Wohn- und Geschäftshaus Meißner Straße 312                                                                   |
| Villa Eduard Adolf Böhland                            | Meißner Straße 317 (Lage)                           |                          | 1886–88                             | Moritz Große                                                      | Villa | Villa Eduard Adolf Böhland                                                                                   |
| Landhaus Meißner Straße 322                           | Meißner Straße 322 (Lage)                           |                          | 1879/80                             | Edmund Böhland                                                    | Villa mit Teilen der Einfriedung | Landhaus Meißner Straße 322                                                                                  |
| Wohnhaus Julius Richard Lotter                        | Meißner Straße 333 (Lage)                           |                          | 1896                                | Gebrüder Große                                                    | Mietshaus | Wohnhaus Julius Richard Lotter                                                                               |
| Landhaus Richard Nitzschke                            | Mittlere Bergstraße 12 (Lage)                       |                          | 1910/11                             | J. Arthur Bohlig (Entwurf), Alfred Große (Bau)                    | Villa | Landhaus Richard Nitzschke                                                                                   |
| Landhaus Alban Mannschatz                             | Mittlere Bergstraße 14 (Lage)                       |                          | 1912/13                             | J. Arthur Bohlig (Entwurf), E. W. Säurig (Bau)                    | Villa | Landhaus Alban Mannschatz                                                                                    |
| Nebengebäude des Hohenhauses                          | Mittlere Bergstraße 20 (Lage)                       |                          | um 1885                             |                                                                   | Wohnhaus im Schweizerstil auf dem Anwesen des Hohenhauses | Nebengebäude des Hohenhauses                                                                                 |
| Villa Columbia                                        | Mohrenstraße 14 (Lage)                              |                          | 1894/95, 1929, 1933, 1963           | Edmund Oscar Hacault                                              | Villa. Mohrenstraße 14 oder 16 war Wohnsitz von Burkhart Ebe | Villa Columbia                                                                                               |
| Grabmal Kleinecke                                     | Mohrenstraße 16 (Lage)                              | Mohrenstraße 9016        | 1932                                | Burkhart Ebe                                                      | Grabmal von Bildhauer Ebe für den Schwiegervater Kleinecke | Grabmal von Bildhauer Ebe für den Schwiegervater Kleinecke, heute im ehemaligen Grundstück                   |
| Johannisberg, Schloss Johannisberg                    | Obere Johannisbergstraße 15/17 (Lage)               |                          | 1408 Knolln, 2. H. 18. Jh., 1864    |                                                                   | Ehemaliger Weinbergsbesitz mit Herrenhaus, Nebengebäuden und gleichnamigem Weinberg, Namensgeber für die 31 ha große Einzellage Radebeuler Johannisberg. Bis 2012 unter der Adresse Mittlere Bergstraße 8. Besitzer Hofböttchermeister Jacob Krause, August Josef Ludwig von Wackerbarth, Emil Nacke, Gerhard Madaus | Herrenhaus Johannisberg, rechts im Hintergrund der Weinberg Johannisberg                                     |
| Siedlung der Landessiedlungsgesellschaft Sachsen      | Tännichtweg 41/43 (Lage)                            |                          | 1938                                | Albert Patitz (Entwurf), Gert Eisold (Bau)                        | Doppelwohnhaus einer Wohnsiedlung | Tännichtweg 41/43                                                                                            |
| Siedlung der Landessiedlungsgesellschaft Sachsen      | Tännichtweg 45/47 (Lage)                            |                          | 1938                                | Albert Patitz (Entwurf), Gert Eisold (Bau)                        | Doppelwohnhaus einer Wohnsiedlung | Tännichtweg 47/45                                                                                            |
| Siedlung der Landessiedlungsgesellschaft Sachsen      | Weistropper Straße 1/3, (5/7) (Lage)                |                          | 1938/39                             | Gebrüder Kießling                                                 | Durch eingeschossiges Ladengebäude miteinander verbundene Doppelwohnhäuser, Teil einer Wohnsiedlung | Weistropper Straße 1/3                                                                                       |
| Siedlung der Landessiedlungsgesellschaft Sachsen      | Weistropper Straße (1/3,) 5/7 (Lage)                |                          | 1938/39                             | Gebrüder Kießling                                                 | Durch eingeschossiges Ladengebäude miteinander verbundene Doppelwohnhäuser, Teil einer Wohnsiedlung | Weistropper Straße 5/7                                                                                       |
| Siedlung der Landessiedlungsgesellschaft Sachsen      | Weistropper Straße 2 (Lage)                         |                          | 1938/39                             | Gebrüder Kießling                                                 | Wohnhaus (an der Vorderseite Sgraffito), Teil einer Wohnsiedlung | Weistropper Straße 2                                                                                         |
| Siedlung der Landessiedlungsgesellschaft Sachsen      | Weistropper Straße 4/6 (Lage)                       |                          | 1938/39                             | Gebrüder Kießling                                                 | Doppelwohnhaus, Teil einer Wohnsiedlung | Weistropper Straße 4/6                                                                                       |
| Siedlung der Landessiedlungsgesellschaft Sachsen      | Weistropper Straße 8/10 (Lage)                      |                          | 1938/39                             | Gebrüder Kießling                                                 | Doppelwohnhaus, Teil einer Wohnsiedlung | Weistropper Straße 8/10                                                                                      |
| Siedlung der Landessiedlungsgesellschaft Sachsen      | Weistropper Straße 9/11 (Lage)                      |                          | 1938/39                             | Gebrüder Kießling                                                 | Doppelwohnhaus, Teil einer Wohnsiedlung | Weistropper Straße 9/11                                                                                      |
| Siedlung der Landessiedlungsgesellschaft Sachsen      | Weistropper Straße 12 (Lage)                        |                          | 1938/39                             | Gebrüder Kießling                                                 | Wohnhaus, Teil einer Wohnsiedlung | Weistropper Straße 12                                                                                        |
| Siedlung der Landessiedlungsgesellschaft Sachsen      | Weistropper Straße 13/15 (Lage)                     |                          | 1938/39                             | Gebrüder Kießling                                                 | Doppelwohnhaus, Teil einer Wohnsiedlung | Weistropper Straße 13/15                                                                                     |

## Abgegangene Bau-/Kulturdenkmale
| Name, Bezeichnung              | Adresse, Koordinaten     | Datum              | Baumeister, Architekten | Denkmalumfang, Bemerkung | Bild                                                                       |
| ------------------------------ | ------------------------ | ------------------ | ----------------------- | --- | -------------------------------------------------------------------------- |
| Altnaundorf                    | Altnaundorf (Lage)       | 12. Jh., 1822      |                         | Heute kein separater Gesamtschutz mehr, jedoch stehen viele der anliegenden Bauerngüter bzw. Gebäude unter Denkmalschutz.                                                                  | Altnaundorf                                                                |
| Gasthof Naundorf               | Altnaundorf 1 (Lage)     | 1349 Ersterwähnung |                         | Gebäude 2012 abgebrochen. Zu DDR-Zeiten als Teil des Angers Altnaundorf unter Ensembleschutz. Besitzer Patrizierfamilie Kundige. Eines der fünf historischen Brauschenkengüter der Lößnitz | „Ehem. Gasthof mit Saal, Nebengebäuden und Garten von Privat zu verkaufen“ |
| Dreiseithof Altnaundorf 21     | Altnaundorf 21 (Lage)    | um 1822            |                         | Denkmalschutz des Wohnstallhauses links wurde nach 2012 aufgehoben. Wohnstallhaus mit Schankbude. Die Gehöfte Altnaundorf 19–23 überstanden den großen Dorfbrand von 1822                  | Dreiseithof Altnaundorf 21                                                 |
| Bauerngehöft Coswiger Straße 7 | Coswiger Straße 7 (Lage) | um 1860            |                         | Denkmalschutz wurde nach 2012 aufgehoben. Haupthaus und Nebengebäude | Bauerngehöft Coswiger Straße 7                                             |

## Anmerkung
1. ↑  Diese Liste entspricht möglicherweise nicht dem aktuellen Stand der offiziellen Denkmalliste. Diese kann über die zuständigen Behörden eingesehen werden. Daher garantiert das Vorhandensein oder Fehlen eines Bauwerks oder Ensembles in dieser Liste nicht, dass es zum gegenwärtigen Zeitpunkt ein eingetragenes Denkmal ist oder nicht. Eine verbindliche Auskunft erteilt das Landesamt für Denkmalpflege Sachsen oder die Untere Denkmalbehörde.